# Лінкольн Файненшл філд
Лінкольн Файненшл філд (англ. Lincoln Financial Field) — американський футбольний стадіон, розташований у місті Філадельфія, штат Пенсільванія. Стадіон є домашньою ареною команди НФЛ Філадельфія Іґалс. Також приймає матчі університетських команд.